# 黑褐色的是榛子
黑褐色的是榛子（德語：Schwarzbraun ist die Haselnuss）是一首德國民歌，其現在為人所知的旋律和歌詞是自18世紀後期才出現的，且正如不少士兵歌曲一樣，無論是歌詞還是曲調都有多個版本存在。

## 概述
歌曲早自16世紀出現，第一和第二次世界大戰的被用作軍隊進行曲，當時在德國非常受歡迎。 （页面存档备份，存于）

## 歌詞

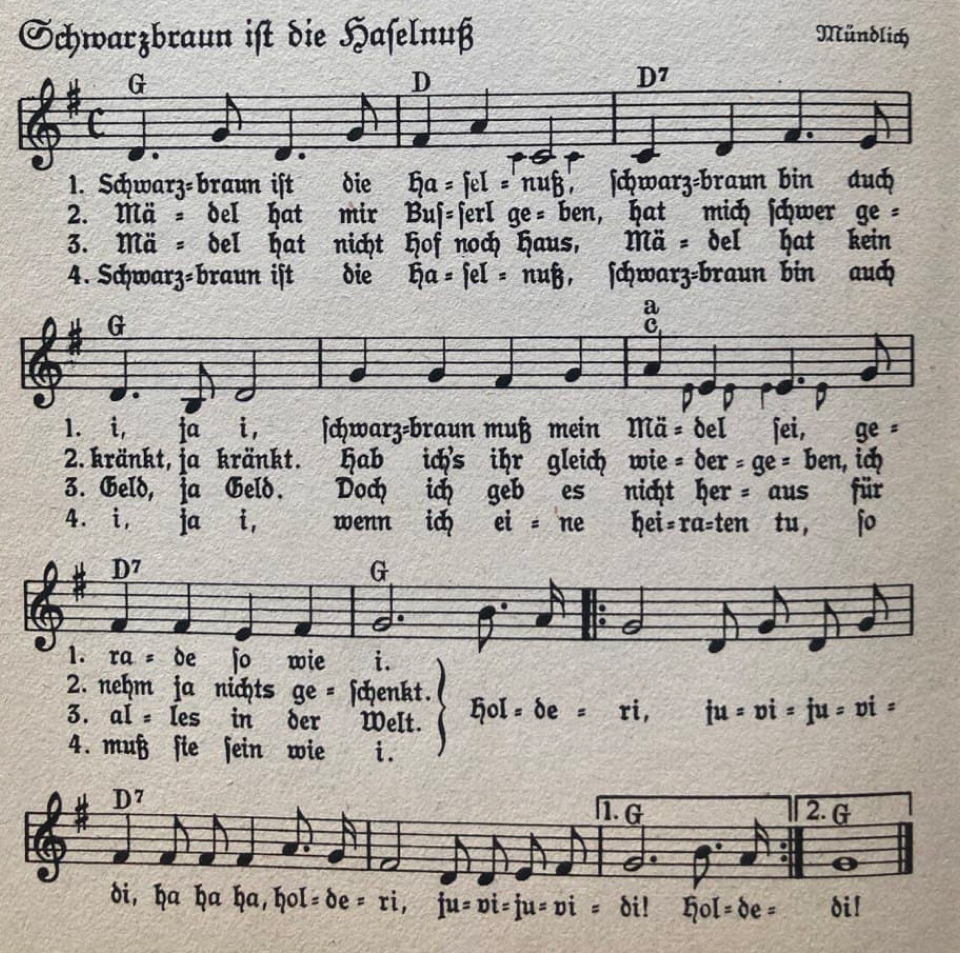
Schwarzbraun ist die Haselnuss

| 1. Schwarzbraun ist die Haselnuss, schwarzbraun bin auch ich, ja ich, schwarzbraun muss mein Mädel sein gerade so wie ich. | 2. Schätzerl hat mir'n Busserl geb'n, hat mich schwer gekränkt, ja schwer gekränkt, hab' ich ihr's gleich wiedergegeb'n, ich nehm' ja nichts geschenkt! |
| 3. Schätzerl hat kein Heiratsgut, Schätzerl hat kein Geld, kein Geld, doch ich geb es nicht heraus, für alles in der Welt. | 4. Schwarzbraun ist die Haselnuss, schwarzbraun bin auch ich, ja ich, wer mein Schätzerl werden will, der muss so sein wie ich.                         |
| 副歌: Holdrio, duwiduwidi, holdria. Holdria duwiduwidi. Holdrio, duwiduwidi, holdria. Holdria duwiduwidi.                  | |

中文翻譯：
| 1. 榛子是黑褐色的, 我也是黑褐色的，沒錯，我也是, 我的女孩也一定要是黑褐色的， 就和我一樣！                | 2. 姑娘给我一个吻， 我却并不喜欢她这样，并不喜欢 所以我以牙还牙， 再将吻还她！             |
| 3.我的甜心沒有嫁妝, 我的甜心沒有錢, 沒有錢, 然而我決不放棄她， 去換取這世界！                             | 4. 榛子是黑褐色的, 我也是黑褐色的，沒錯，我也是, 我的女孩也一定要是黑褐色的， 就和我一樣！ |
| 副歌: Holdrio, duwiduwidi, holdria. Holdria duwiduwidi. Holdrio, duwiduwidi, holdria. Holdria duwiduwidi. |                                                                                            |

中文翻译（更适合演唱的版本）
| 1. 黑褐色的是榛子， 黑褐色的是我的军装。 黑褐色的是我的姑娘， 就像我一样。                                 | 2. 姑娘给我一个吻, 我却并不喜欢她这样。 所以我以牙还牙， 再将吻还她。      |
| 3. 姑娘既没有嫁妆， 姑娘也不能带来黄金。 其实这也无所谓， 她是我全部！                                     | 4. 黑褐色的是榛子， 黑褐色的是我的军装。 黑褐色的是我的姑娘， 就像我一样。 |
| 副歌： Holdrio, duwiduwidi, holdria. Holdria duwiduwidi. Holdrio, duwiduwidi, holdria. Holdria duwiduwidi. |                                                                            |